# Coregonus maraenoides
Coregonus maraenoides es una especie de pez de la familia Salmonidae en el orden de los Salmoniformes.